# 麦克尼尔星云
麦克尼尔星云（McNeil's Nebula）是一个位于猎户座的变光星云，由美国天文爱好者杰伊·麦克尼尔（Jay McNeil）于2004年1月23日在肯塔基州帕迪尤卡发现。

## 发现
2004年1月，麦克尼尔在自家后院利用3英寸反射望远镜拍摄猎户座的反射星云M78的广角照片，之后在照片中发现这个新生的星云。2月9日国际天文联合会宣布了这一新发现并将新星云命名为麦克尼尔星云。

## 性质
天文学家约翰·韦尔奇（John Welch）检视过往在该天区拍摄的照片发现，结果发现1966年10月22日埃弗雷德·克雷默（Evered Kreimer）所拍摄的中也可以看到麦克尼尔星云，但在1951年11月29日帕洛玛天文台的红光巡天影像之后的大量数字巡天图像中却未能看到星云的存在。 这意味着星云的亮度一直在变化，它可能是一个由变星激发的反射星云，或者是恒星的光线因某原因被遮掩而导致星云的亮度变化。 这个星云在2004年后又消失，直到2008年再次出现。
麦克尼尔星云和红外线源IRAS 05436-0007有密切关联。夏威夷大学的Reipurth的初始研究认为它是由一颗深埋于诞生星云的原恒星突然爆发，激发周围气体而增亮产生的。